# Themistoklís Sofoúlis
Themistoklís Sofoúlis (en grec moderne : Θεμιστοκλής Σοφούλης ; né en 1860 et décédé en 1949) est un homme politique grec. Il est Premier ministre de Grèce à trois reprises : de juillet à novembre 1924, de novembre à avril 1946 et de novembre 1947 à juin 1949.

## Biographie

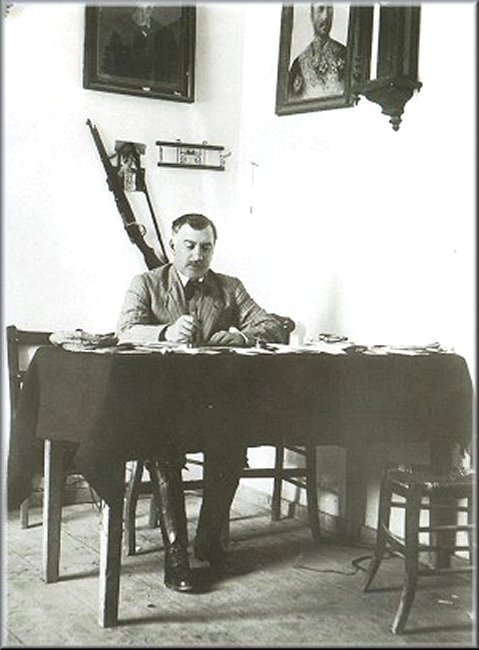
Themistoklís Sofoúlis en 1912, sur l'île de Sámos.

Themistoklís Sofoúlis est né en 1860 à Vathý sur l'île de Sámos. Il étudie la philosophie à l'université nationale et capodistrienne d'Athènes, puis en Allemagne, où il se spécialise dans l'archéologie. En 1900, il abandonne les fouilles archéologiques et devient député de Sámos. En 1907, il mène une révolte de la population de son île contre l'Empire ottoman. Lors de la première guerre balkanique, il libère son île natale, Sámos, en 1912. En 1915, il devient député au Parlement hellénique.
Partisan d'Elefthérios Venizélos, il participe au coup d'État manqué du 1er mars 1935. Ce coup d'État précipite la dictature de Ioánnis Metaxás. Condamné à plusieurs années de prison, Sofoúlis est rapidement gracié.
Après la restauration monarchique de 1935 et le retour du roi Georges II , les élections du 26 janvier 1936, à la proportionnelle empêchent la constitution d'une majorité gouvernementale (126 libéraux, 72 populaires, 15 communistes et des élus issus de onze autres petits partis). Themistoklís Sofoúlis est élu Président du Parlement hellénique en mars 1936 avec l'apport des voix communistes aux voix du parti libéral (157 contre 137). Il ne peut alors que constater l'impasse politique et le danger pour la démocratie, les militaires s'agitant : « Nos haines, les vilenies et la passion qui mènent notre discorde aux ultimes limites : voilà le seul danger qui menace la nation d'une catastrophe complète ».
En avril, le roi finit par nommer Metaxás comme Premier ministre pour cinq mois. Il obtient la confiance du parlement à la quasi-unanimité (Georges Papandréou est un des rares à voter contre). Le 28 juillet 1936, cependant, devant l'agitation sociale dans le pays et les troubles extérieurs, Themistoklís Sofoúlis, Président du Parlement, annonce que la confiance serait retirée à Metaxás. Cette annonce précipite le coup d'État.
En 1944, arrêté par les Allemands, il passe six mois dans un camp de concentration près d'Athènes. C'est au cours de son troisième mandant de Premier ministre que commence à prendre fin la guerre civile grecque ; Sofoúlis jouant un rôle important dans la victoire de l'armée grecque. Toutefois, il ne voit pas la fin du conflit, car il meurt le 24 juin 1949.